# Heteromurus major
Heteromurus major är en urinsektsart som först beskrevs av R. Moniez 1889.  Heteromurus major ingår i släktet Heteromurus, och familjen brokhoppstjärtar. Arten är reproducerande i Sverige.